# گردنه بیژن
گردنهٔ بیژن نام گردنه‌ای در کوه دنا است که در میان سی‌سخت از استان کهگیلویه و بویراحمد و منطقهٔ پادنا در شهرستان سمیرم از استان اصفهان جای دارد. نام این گردنه از نام یکی از سرداران ایرانی به نام بیژن گرفته شده‌است که همراه با سربازانش هنگام گذر از این گردنه که میان دو قلهٔ نزدیک به هم و بلند دنا جای دارد برفگیر شد و همان‌جا در زیر خروارها برف ناپدید شدند.
از میانهٔ این گردنه یک جادهٔ آسفالت می‌گذرد که سی‌سخت (استان کهگیلویه و بویراحمد) را به پادنا (استان اصفهان) پیوند می‌دهد. این جاده در نیمی از فصل پاییز و همهٔ فصل زمستان به علت برفگیر بودن گردنه بسته می‌شود.